# Інститут астрономії Болгарської академії наук
Інститут астрономії (болг. Институт по астрономия) — провідний болгарський дослідницький заклад у галузі астрономії та астрофізики, розташований у Софії, Болгарія. Входить до структури Болгарської академії наук. Інституту підпорядковані обсерваторії Рожен і Белоградчик.

## Історія
Інститут був урочисто відкритий у 1958 році як самостійний відділ більшого Інституту фізики Болгарської академії наук академіком Ніколою Боневим. У 1995 році відділ став окремим інститутом.
Інститут ділився на сім секторів: «Сонце», «Сонячна система», «Нестаціонарні зірки», «Атмосфери та оболонки зірок», «Хімічно пекулярні зірки», «Зоряні скупчення» та «Галактики». Після реорганізації структури підрозділів у 2010 році, інститут був поділений на три відділи: «Сонце і Сонячна Система», «Зорі та зоряні системи», «Галактики».

## Співпраця з іншими установами Болгарії
Інститут тісно співпрацює з двома іншими болгарськими установами, які займаються тією ж галуззю досліджень — кафедрою астрономії на фізичному факультеті Софійського університету та астрономічним центром на факультеті природничих наук Шуменського університету.
Інституту підпорядковані Національна астрономічна обсерваторія Рожен, розташована на висоті 1750 м у горах Родопи на півдні Болгарії, і обсерваторія Белоградчик, розташована на висоті 650 м біля підніжжя Західних Балканських гір на північному заході Болгарії.